# The Ultimate Fighter 13 Finale
The Ultimate Fighter 13 Finale（ジ・アルティメット・ファイター・サーティーン・フィナーレ、別名The Ultimate Fighter: Team Lesnar vs. Team dos Santos Finale）は、アメリカ合衆国の総合格闘技団体「UFC」の大会の一つ。本大会はリアリティ番組「The Ultimate Fighter」シーズン13のフィナーレとして、2011年6月4日、ネバダ州ラスベガスのザ・パールで開催された。

## 大会概要
大会メインイベントではトニー・ファーガソン対ラムジー・ニジェムのTUFシーズン13ウェルター級トーナメント決勝が行われ、ファーガソンがニジェムをKOで下してシーズン13優勝者となった。
WEC世界ライト級王者アンソニー・ペティス、キャリア6戦全勝のジャスティン・エドワーズがUFCデビュー。

## 試合結果

### プレリミナリーカード
第1試合 バンタム級ワンマッチ 5分3R
○  ルーベン・デュラン vs.  フランシスコ・リベラ ×
3R 1:57 リアネイキドチョーク
第2試合 バンタム級ワンマッチ 5分3R
○  スコット・ヨルゲンセン vs.  ケン・ストーン ×
1R 4:01 KO（パウンド）
第3試合 ウェルター級ワンマッチ 5分3R
○  クレイ・ハービソン vs.  ジャスティン・エドワーズ ×
3R終了 判定2-1（29-28、28-29、29-28）
第4試合 ウェルター級ワンマッチ 5分3R
○  シャマール・ベイリー vs.  ライアン・マッギリブレイ ×
3R終了 判定3-0（30-27、30-27、30-27）
第5試合 フェザー級ワンマッチ 5分3R
○  ジョージ・ループ vs.  ジョシュ・グリスピ ×
3R 3:14 KO（右ボディブロー）
第6試合 ライト級ワンマッチ 5分3R
○  ジェレミー・スティーブンス vs.  ダニー・ダウンズ ×
3R終了 判定3-0（30-27、30-26、30-26）

### メインカード
第7試合 ウェルター級ワンマッチ 5分3R
○  クリス・コープ vs.  チャック・オニール ×
3R終了 判定3-0（30-27、30-27、30-27）
第8試合 ライトヘビー級ワンマッチ 5分3R
○  カイル・キングスベリー vs.  ファビオ・マルドナード ×
3R終了 判定3-0（29-28、29-28、29-28）
第9試合 ミドル級ワンマッチ 5分3R
○  エド・ハーマン vs.  ティム・クレデュー ×
1R 0:46 TKO（右アッパー→パウンド）
第10試合 ライト級ワンマッチ 5分3R
○  クレイ・グイダ vs.  アンソニー・ペティス ×
3R終了 判定3-0（30-27、30-27、30-27）
第11試合 TUF 13ウェルター級トーナメント 決勝 5分3R
○  トニー・ファーガソン vs.  ラムジー・ニジェム ×
1R 3:54 KO（左フック）
※ファーガソンがトーナメント優勝。

### 各賞
ファイト・オブ・ザ・ナイト： カイル・キングスベリー vs. ファビオ・マルドナード
ノックアウト・オブ・ザ・ナイト： トニー・ファーガソン
サブミッション・オブ・ザ・ナイト： ルーベン・デュラン
各選手にはボーナスとして40,000ドルが支給された。